# Acanthops falcata
Acanthops falcata är en bönsyrseart som beskrevs av Carl Stål 1877. Acanthops falcata ingår i släktet Acanthops och familjen Acanthopidae. Inga underarter finns listade i Catalogue of Life.

## Bildgalleri